# Energía de Zeeman
La energía de Zeeman, o la energía del campo externo, es la energía potencial de un cuerpo magnetizado en un campo magnético externo. Lleva el nombre del físico holandés Pieter Zeeman, conocido principalmente por el efecto Zeeman. En unidades SI, está dado por 
{\displaystyle E_{\rm {Zeeman}}=-\mu _{0}\int _{V}\,{\textbf {M}}\cdot {\textbf {H}}_{\rm {Ext}}\,\mathrm {d} V}
donde HExt es el campo externo, M la magnetización local y la integral se realiza sobre el volumen del cuerpo.  Este es el promedio estadístico (sobre una muestra macroscópica de volumen de unidad) de un Hamiltonial microscópico correspondiente (energía) para cada momento magnético m individual, que sin embargo está experimentando una inducción local B : 
{\displaystyle H=-{\textbf {m}}\cdot {\textbf {B}}}